# Susanna Riedlsperger
Susanna Riedlsperger (* 23. April 2001 in St. Johann in Tirol) ist eine österreichische Politikerin (NEOS). Seit Oktober 2024 ist sie Abgeordnete zum Tiroler Landtag.

## Leben
Susanna Riedlsperger besuchte von 2011 bis 2019 das Bundesgymnasium in Saalfelden und studierte anschließend an der Universität Innsbruck. Daneben arbeitete sie von 2021 bis 2023 als juristische Mitarbeiterin in einer Rechtsanwaltskanzlei. 
Im Jahr 2020 wurde sie Landesvorsitzende-Stellvertreterin der JUNOS Tirol, dann deren Landesvorsitzende und seit 2022 ist sie Mitglied des Landesparteivorstandes der NEOS Tirol.
Im Tiroler Landtag ist sie Mitglied in den Ausschüssen „Wohnen, Raumordnung, Rechts- und Gemeindeangelegenheiten“, „Föderalismus europäische Integration und Europaregion Tirol“, „Finanzausschuss“ und „Finanzkontrollausschuss“.